# Патерас
Пате́рас (греч. Όρος Πατέρας от πατέρας отец) — гора в Греции, на северо-западе Аттики. Является продолжением Парниса и отделена долиной Вилия от Китерона. Высочайшая вершина — Леондари (Λεοντάρι) высотой 1132 метра расположена к северу от Мегары. Отделяет Фриасийскую равнину от Мегарской равнины, Элефсис от Мегары. Площадь 55 квадратных километров.
Гора покрыта лесами из сосны алеппской (Pinus halepensis) и средиземноморским маквисом. Высочайшая вершина покрыта пихтовым лесом из пихты кефалинийской (Abies cephalonica).
Здесь растут также: акантолимон Acantholimon lycaonicum, ясменники Asperula baenitzii и Asperula pulvinaris, Athamanta macedonica, василёк Centaurea subsericans, ясколка белоснежнейшая (Cerastium candidissimum), вьюнок Convolvulus parnassicus, гвоздика Dianthus serratifolius, молочай Euphorbia deflexa, гусиный лук Gagea bohemica, котовник Nepeta argolica, оносма Onosma kaheirei, шлемник Scutellaria rupestris subsp. parnassica, крестовник Senecio macedonicus, железница Sideritis raeseri, чистец Stachys spruneri, тимьян Thymus parnassicus.
Из птиц здесь обитает субальпийская славка (Sylvia cantillans) subsp. albistriata, из черепах — окаймлённая сухопутная черепаха (Testudo marginata).